# マイク・グリーンウェル
マイケル・ルイス・グリーンウェル（Michael Lewis "Mike" Greenwell, 1963年7月18日 - ）は、アメリカ合衆国ケンタッキー州ルイビル出身の元プロ野球選手（内野手・外野手 / 右投左打）、カーレーサー。愛称は「ザ・ゲーター」。
1985年から1996年にかけてMLBのボストン・レッドソックスでプレー。通算打率.303、1400安打、130本塁打、726打点、80盗塁の成績を記録し、その実績から「ミスターレッドソックス」と呼ばれた。1997年には日本プロ野球 (NPB) の阪神タイガース（セントラル・リーグ）に入団したが、出場機会は5月の計7試合にとどまり、右足甲に自打球を当てて骨折したことから現役引退を申し入れて帰国。阪神時代の通算成績は26打数6安打（打率.231）、0本塁打、5打点に終わった。
ジョーイ・テルドスラビッチは甥にあたる。

## 来歴・人物

### レッドソックス時代
北フォートメイヤース高校 (North Fort Myers High School) を経て、1982年のMLBドラフト3巡目でボストン・レッドソックスから指名され、契約。1985年9月5日にメジャーデビューを果たす。当時は三塁手としてプレーしたが、やがて左翼手が主になり、1987年にレギュラー定着。1996年までレッドソックスでプレーした。
メジャー2年目の1986年にはまだレギュラーではなかったが、ニューヨーク・メッツとのワールドシリーズにも出場。1988年には158試合に出場して打率.325、22本塁打、119打点の好成績を記録し、シルバースラッガー賞を受賞。当時のMLB新記録となる23勝利打点、出塁率2位、長打率5位、敬遠四球1位の成績を記録し、アメリカンリーグ（ア・リーグ）のMVP投票でも2位となる。その後も1989年に打率9位、1993年には打率5位、メジャー通算打率.303で、MLBオールスターゲームにも2度出場する。三振（364）よりも四球（460）が多い。

### 阪神時代

#### 阪神に入団
1996年オフ、グリーンウェルは高額年俸がネックとなり、レッドソックスとの契約を更新することができないまま12月を迎え、NPBの近鉄バファローズなどに売り込みをかける。近鉄に加え、主砲・清原和博がフリーエージェントの権利を行使して退団（後に読売ジャイアンツへ移籍）した西武ライオンズや、清原の獲得に失敗した阪神タイガース（当時の監督・吉田義男）も獲得レースに参戦した。しかし、グリーンウェルの代理人を務めていたジョー・スロバ（Joe Sroba）は、MLB通算10年で220本塁打を記録し1995年に推定年俸約4億円で福岡ダイエーホークスに入団したものの、無断帰国・年俸の支払いをめぐるトラブルを起こしたケビン・ミッチェルの代理人も担当していた人物だった。入団交渉当時、阪神球団の常務取締役を務めていた野崎勝義は、グリーンウェル本人には好感を持っていたが、スロバへの警戒心は最後まで解けなかった。
後に近鉄は獲得を断念し、争奪戦から撤退。当初は西武と契約寸前まで交渉が進んだが、阪神が好条件を提示して逆転獲得に成功。12月18日に自宅で阪神との契約を発表し、翌19日に阪神と契約を締結した。阪神は長期低迷から脱却すべく、チームの中心となる新戦力の補強を目指していたが、清原の獲得には失敗。そのため、清原と同じ長距離打者である広沢克の獲得を狙ったが、これも巨人の長嶋茂雄監督が「みんなほしい」と表明したため、失敗に終わった。これにより、それまでは「強力な外国人選手は欲しいが、中心選手は日本人が良い」という構想を描いていた吉田監督も「今の阪神を変えられる実力を持った外国人を獲得したい」と方針転換し、グリーンウェルを獲得することとなった。年俸は当時球団史上最高額の年俸300万ドル（当時のレートでは約3億3000万円）とされていたが、実際には総額200万ドルだったことが後に判明した。
一方、スロバはグリーンウェルが自宅で契約発表をしている最中、阪神の担当者と契約の細部を詰めていた。阪神球団側は神戸にある家賃150万円の高級マンションを用意したが、グリーンウェル側の希望（神戸市内のマンションで「3ベッドルーム」）に合致する物件がなかったため、阪神球団側は2ベッドルームの2部屋をつなげる工事を行った。また、同時に2月からの安芸キャンプを途中で離脱できる条項も付け加えられたが、『日刊スポーツ』記者の町田達彦は、この条項が後の騒動の火の元になったと回想している。当時の阪神甲子園球場の電光掲示板には7文字が入らなかったため、電光掲示板が改造された。
なお、1997年当時中日ドラゴンズの監督を務めていた星野仙一は、MLB時代のグリーンウェルのプレーを複数回ビデオで見たが、来日時は当時に比べて二周り太っており、キャンプもまともにできていなかったと評していた。また阪神監督時代の2002年には、かつて中日にもグリーンウェル側から獲得の打診が来たが、レッドソックスの副GMからグリーンウェルは背中に故障を抱えているという話を聞いたため、獲得を見送っており、グリーンウェルは日本では成功できないだろうと考えていたという旨を述べた上で、自分なら自分なら年俸3000万円も出さないような選手だったと回顧している。

#### 春季キャンプ・途中帰国
1997年1月29日に来日し、関西空港へ到着したが、その際にテンガロンハット・ウエスタンブーツという、ド派手な姿だったため話題を呼んだ。予定通り同年2月1日から安芸春季キャンプに合流すると、打撃・守備練習とも精力的にこなしていたが、同月11日には副業の事務処理と、夫人との結婚記念日の祝いを理由に途中帰国した。2月22日には再来日し、オープン戦にも出場する予定だったが、その直前（2月20日）になって、スロバが阪神球団に対し「グリーンウェルはキャンプ中に背中を痛め、主治医から『3月5日まで旅行は控えるように』と診断されたため、再来日は遅れる」と伝達した。一方的な伝達内容や、診断書などの不送達に対し、球団側はスロバに対する疑念を増加させる一方、渉外担当をグリーンウェルのもとに直接派遣させ、早期の再来日の言質をとることには成功する。この負傷自体は事実であったが、阪神球団指定の医師による「軽症」の見立てに対し、グリーンウェルが自身の主治医から完治の告知をもらうことにこだわった上、治療法についても二転三転したため、明確な復帰時期がなかなか見いだせなかったのも、また事実であった。しかし、スロバは「最大6週間のリハビリが復帰の絶対条件だ」と主張していたものの、グリーンウェル本人は「開幕は無理だが、4月下旬には戻りたい。（再来日したら）すぐにプレーしたい」と希望していた。グリーンウェル本人が4月下旬の戦列合流を望んだ理由は、「日本では5月5日が『こどもの日』となっており、活躍を期待している子供たち（息子2人）を喜ばせるためにも、その日に間に合わせたい」というものだった。

#### 再来日から電撃引退
結局、主治医だけでなく、阪神が指定していたデトロイト・タイガースのチームドクターからも診察を受けて「軽症」との診断を受けた。これを受け、グリーンウェルは基礎的なトレーニングやフリー打撃などを再開し、帰国から77日後の4月30日に再来日。それまではキャンプ途中での帰国劇などから、チームおよびファンから「トラブルメーカー」と不安視されていたが、再来日後は阪神鳴尾浜球場で精力的に打撃練習に取り組んだ。
そして、5月3日の対広島東洋カープ戦（阪神甲子園球場）で「5番・左翼手」としてNPB公式戦初出場を果たす。1回裏に満塁で回ってきた打席では併殺打に倒れたが、3回二死一・二塁で黒田博樹からNPB初安打（中前への先制適時打）を打ち、さらに8回には無死三塁の場面で右中間に三塁打を打った。これにより、デビュー戦を決勝打を含む2安打、2打点の好成績で飾り、ゴールデンウィークで満員となっていた本拠地・甲子園を沸かせた。その後、翌4日および「こどもの日」（5月5日）に甲子園で開かれた2試合でも計3安打（4日に2安打・5日に1安打）を打ち、3連戦で12打数5安打、5打点の成績を残した。グリーンウェルの活躍により、阪神はこのカードを2勝1敗で終え、勝率5割に復帰することに成功したことで、阪神ファンからは低迷していたチームの「救世主」と期待された。しかし、その次のカードである対中日ドラゴンズ2連戦（5月7日・8日 / ナゴヤドーム）では一転して、7打数無安打と沈黙した。
そして、5月10日の対読売ジャイアンツ戦（東京ドーム）を迎えた。グリーンウェル本人はこの巨人戦を「レッドソックスでも、ヤンキースとの対戦は盛り上がったものさ」と闘志を燃やしていたが、第3打席まで3連続で凡退し、第4打席で自打球を右足甲に当てて骨折してしまう。グリーンウェル自身は、その時点では「骨折よりもスイングが問題だろう」と思っていた節があり、東京都内の病院で患部を検査しても異常は見られなかったため、翌5月11日の試合にも強行出場した。しかし、この試合は4打数1安打に終わり、結果的に日本での最後の出場となった。
5月11日には自打球を受けた右足の痛みが限界を超えたため、翌12日に対横浜ベイスターズ戦が予定されていた岡山へ向かう新幹線には裸足で乗車した。そして岡山市内の病院で診断を受けたところ、（11日に都内で検査を受けた際には見つからなかった）第2中足骨の骨折が判明する。この検査結果を受けて、グリーンウェルは引退を決断。直ちに大阪に引き返して阪大病院で患部を固定した。そして三好一彦球団社長と面会して引退を申し入れ、三好も「気持ちをくみたい」とこれを受理した。
引退を申し入れた際、グリーンウェルは年俸（総額200万ドル）のうち、約4割（当時のレートで約9600万円）の返上を自ら申し出て受理された。また、グリーンウェル本人は後年にテレビ番組（2019年7月7日放送のフジテレビ『ジャンクSPORTS』）の取材で「契約金の返還も申し出たが、当時の阪神オーナーである久万俊二郎の配慮で返金は無くなった」と明かしている。
5月14日に引退会見を開き、「野球を辞めろという神のお告げがあった」と発言した。また、「自分の野球人生は恵まれていた。阪神ファンには申し訳ないが、最後にいい球団（阪神）でプレーできて光栄だ」「金のために野球をしているのではなく、名誉や誇りのためだ」「野球の指導者（コーチや監督など）はやるつもりはないが、2人の子供は野球が好きなので、一緒に楽しみたい」と述べ、翌15日に帰国した。
このような経緯で退団したグリーンウェルや、同年に千葉ロッテマリーンズに年俸1億7000万円で入団しながら打率.270前後と期待外れに終わったマーク・キャリオンの失敗は、同年に他球団がそれぞれ年俸1億円未満で獲得したドゥエイン・ホージー（ヤクルトスワローズ）、ドミンゴ・マルティネス（西武）、フィル・クラーク（近鉄）の成功と対照的に評された。吉田は「実際活躍してくれたのは7試合だったから、あっという間の出来事でした」「なんや、嵐のように来て、嵐のように去って行きましたなぁ…」と述べている。試合に出た時期から「GreenWellじゃなくてGoldenWeekだ」等と揶揄された。阪神ファンからはグリーンウェル本人のみならず、高額年俸で契約した球団へも罵声が浴びせられた。

### 引退後
引退後、「農場を経営する」「これからは家族のために頑張る」等と話していた。その後はフロリダに甲子園球場の20倍もの広大な「マイク・グリーンウェルズ・ファミリー・ファン・パーク」という遊園地を建設し、オーナーとなっていたが、後年に（日本円にして）2億円以上で売却し、現在は大規模牧場を経営している。
また2005年には、ステロイド剤の使用を告白したホセ・カンセコに対して「彼のせいで、1988年に自分がMVPになれなかった」と非難し、「ステロイド使用の選手はMVPから除外すべきだ」等と主張した記事で久々に日本のメディアに登場した。カンセコとグリーンウェルは1995年から1996年までレッドソックスで一緒にプレーしている。
元々カーレースが大好きで、北東部のレースイベントに足繁く通っていたほか、レッドソックスの同僚にも「布教」していた。2000年から北米で最も人気のあるカーレース分野のストックカーレースへ参戦を開始。2006年はNASCAR3大シリーズの一つであるクラフツマン・トラック・シリーズにグリーンライツレーシングの一員として、シボレーのマシンで2戦にスポット参戦した（それぞれ26位と33位で完走）。ただし子供のために故郷を離れることを良しとしなかったこともあり、メジャーレース参戦はこれ限りであった。2010年にレーサーとしても引退した。
2008年2月25日、ボストン・レッドソックスのチーム殿堂入りが発表された。

## 詳細情報

### 年度別打撃成績
| 年 度     | 球 団     | 試 合 | 打 席 | 打 数 | 得 点 | 安 打 | 二 塁 打 | 三 塁 打 | 本 塁 打 | 塁 打 | 打 点 | 盗 塁 | 盗 塁 死 | 犠 打 | 犠 飛 | 四 球 | 敬 遠 | 死 球 | 三 振 | 併 殺 打 | 打 率 | 出 塁 率 | 長 打 率 | O P S |
| --------- | --------- | ----- | ----- | ----- | ----- | ----- | -------- | -------- | -------- | ----- | ----- | ----- | -------- | ----- | ----- | ----- | ----- | ----- | ----- | -------- | ----- | -------- | -------- | ----- |
| 1985      | BOS       | 17    | 34    | 31    | 7     | 10    | 1        | 0        | 4        | 23    | 8     | 1     | 0        | 0     | 0     | 3     | 1     | 0     | 4     | 0        | .323  | .382     | .742     | 1.124 |
| 1986      | BOS       | 31    | 40    | 35    | 4     | 11    | 2        | 0        | 0        | 13    | 4     | 0     | 0        | 0     | 0     | 5     | 0     | 0     | 7     | 1        | .314  | .400     | .371     | .771  |
| 1987      | BOS       | 125   | 456   | 412   | 71    | 135   | 31       | 6        | 19       | 235   | 89    | 5     | 4        | 0     | 3     | 35    | 1     | 6     | 40    | 7        | .328  | .386     | .570     | .956  |
| 1988      | BOS       | 158   | 693   | 590   | 86    | 192   | 39       | 8        | 22       | 313   | 119   | 16    | 8        | 0     | 7     | 87    | 18    | 9     | 38    | 11       | .325  | .416     | .531     | .946  |
| 1989      | BOS       | 145   | 641   | 578   | 87    | 178   | 36       | 0        | 14       | 256   | 95    | 13    | 5        | 0     | 4     | 56    | 15    | 3     | 44    | 21       | .308  | .370     | .443     | .813  |
| 1990      | BOS       | 159   | 682   | 610   | 71    | 181   | 30       | 6        | 14       | 265   | 73    | 8     | 7        | 0     | 3     | 65    | 12    | 4     | 43    | 19       | .297  | .367     | .434     | .801  |
| 1991      | BOS       | 147   | 598   | 544   | 76    | 163   | 26       | 6        | 9        | 228   | 83    | 15    | 5        | 1     | 7     | 43    | 6     | 3     | 35    | 11       | .300  | .350     | .419     | .769  |
| 1992      | BOS       | 49    | 202   | 180   | 16    | 42    | 2        | 0        | 2        | 50    | 18    | 2     | 3        | 0     | 2     | 18    | 1     | 2     | 19    | 8        | .233  | .307     | .278     | .585  |
| 1993      | BOS       | 146   | 603   | 540   | 77    | 170   | 38       | 6        | 13       | 259   | 72    | 5     | 4        | 2     | 3     | 54    | 12    | 4     | 46    | 17       | .315  | .379     | .480     | .859  |
| 1994      | BOS       | 95    | 374   | 327   | 60    | 88    | 25       | 1        | 11       | 148   | 45    | 2     | 2        | 0     | 5     | 38    | 6     | 4     | 26    | 12       | .269  | .348     | .453     | .800  |
| 1995      | BOS       | 120   | 525   | 481   | 67    | 143   | 25       | 4        | 15       | 221   | 76    | 9     | 5        | 0     | 4     | 38    | 4     | 2     | 35    | 18       | .297  | .349     | .459     | .808  |
| 1996      | BOS       | 77    | 318   | 295   | 35    | 87    | 20       | 1        | 7        | 130   | 44    | 4     | 0        | 0     | 3     | 18    | 3     | 2     | 27    | 11       | .295  | .336     | .441     | .777  |
| 1997      | 阪神      | 7     | 29    | 26    | 2     | 6     | 1        | 1        | 0        | 9     | 5     | 0     | 0        | 0     | 0     | 3     | 0     | 0     | 0     | 4        | .231  | .310     | .346     | .656  |
| MLB：12年 | MLB：12年 | 1269  | 5166  | 4623  | 657   | 1400  | 275      | 38       | 130      | 2141  | 726   | 80    | 43       | 3     | 41    | 460   | 79    | 39    | 364   | 136      | .303  | .368     | .463     | .831  |
| NPB：1年  | NPB：1年  | 7     | 29    | 26    | 2     | 6     | 1        | 1        | 0        | 9     | 5     | 0     | 0        | 0     | 0     | 3     | 0     | 0     | 0     | 4        | .231  | .310     | .346     | .656  |

- 各年度の太字はリーグ最高

### 年度別守備成績
捕手守備
| 年 度 | 球 団 | 捕手（C） | 捕手（C） | 捕手（C） | 捕手（C） | 捕手（C） | 捕手（C） | 捕手（C） | 捕手（C） | 捕手（C） | 捕手（C） | 捕手（C） |
| 年 度 | 球 団 | 試 合     | 刺 殺     | 補 殺     | 失 策     | 併 殺     | 守 備 率  | 捕 逸     | 企 図 数  | 許 盗 塁  | 盗 塁 刺  | 阻 止 率  |
| ----- | ----- | --------- | --------- | --------- | --------- | --------- | --------- | --------- | --------- | --------- | --------- | --------- |
| 1987  | BOS   | 1         | 3         | 0         | 1         | 0         | .750      | 0         | 2         | 2         | 0         | .000      |
| MLB   | MLB   | 1         | 3         | 0         | 1         | 0         | .750      | 0         | 2         | 2         | 0         | .000      |

外野守備（MLB）
| 年 度 | 球 団 | 左翼（LF） | 左翼（LF） | 左翼（LF） | 左翼（LF） | 左翼（LF） | 左翼（LF） | 中堅（CF） | 中堅（CF） | 中堅（CF） | 中堅（CF） | 中堅（CF） | 中堅（CF） | 右翼（RF） | 右翼（RF） | 右翼（RF） | 右翼（RF） | 右翼（RF） | 右翼（RF） |
| 年 度 | 球 団 | 試 合      | 刺 殺      | 補 殺      | 失 策      | 併 殺      | 守 備 率   | 試 合      | 刺 殺      | 補 殺      | 失 策      | 併 殺      | 守 備 率   | 試 合      | 刺 殺      | 補 殺      | 失 策      | 併 殺      | 守 備 率   |
| ----- | ----- | ---------- | ---------- | ---------- | ---------- | ---------- | ---------- | ---------- | ---------- | ---------- | ---------- | ---------- | ---------- | ---------- | ---------- | ---------- | ---------- | ---------- | ---------- |
| 1985  | BOS   | 16         | 13         | 0          | 0          | 0          | 1.000      | -          | -          | -          | -          | -          | -          | 3          | 1          | 0          | 0          | 0          | 1.000      |
| 1986  | BOS   | 8          | 11         | 1          | 0          | 1          | 1.000      | -          | -          | -          | -          | -          | -          | 7          | 6          | 0          | 0          | 0          | 1.000      |
| 1987  | BOS   | 64         | 119        | 7          | 4          | 0          | .969       | -          | -          | -          | -          | -          | -          | 28         | 42         | 1          | 1          | 0          | .977       |
| 1988  | BOS   | 143        | 292        | 6          | 4          | 2          | .987       | -          | -          | -          | -          | -          | -          | 8          | 13         | 0          | 2          | 0          | .867       |
| 1989  | BOS   | 139        | 221        | 11         | 8          | 1          | .967       | -          | -          | -          | -          | -          | -          | -          | -          | -          | -          | -          | -          |
| 1990  | BOS   | 159        | 288        | 12         | 7          | 1          | .977       | -          | -          | -          | -          | -          | -          | -          | -          | -          | -          | -          | -          |
| 1991  | BOS   | 143        | 263        | 9          | 3          | 3          | .989       | -          | -          | -          | -          | -          | -          | -          | -          | -          | -          | -          | -          |
| 1992  | BOS   | 41         | 85         | 1          | 0          | 0          | 1.000      | -          | -          | -          | -          | -          | -          | -          | -          | -          | -          | -          | -          |
| 1993  | BOS   | 134        | 262        | 6          | 1          | 1          | .996       | -          | -          | -          | -          | -          | -          | -          | -          | -          | -          | -          | -          |
| 1994  | BOS   | 84         | 141        | 10         | 1          | 3          | .993       | -          | -          | -          | -          | -          | -          | -          | -          | -          | -          | -          | -          |
| 1995  | BOS   | 118        | 198        | 11         | 6          | 1          | .972       | -          | -          | -          | -          | -          | -          | -          | -          | -          | -          | -          | -          |
| 1996  | BOS   | 75         | 138        | 9          | 4          | 2          | .974       | 1          | 0          | 0          | 0          | 0          | ----       | 1          | 0          | 0          | 0          | 0          | ----       |
| MLB   | MLB   | 1124       | 2031       | 83         | 38         | 15         | .982       | 1          | 0          | 0          | 0          | 0          | ----       | 47         | 62         | 1          | 3          | 0          | .955       |

外野守備（NPB）
| 年 度 | 球 団 | 外野  | 外野  | 外野  | 外野  | 外野  | 外野     |
| 年 度 | 球 団 | 試 合 | 刺 殺 | 補 殺 | 失 策 | 併 殺 | 守 備 率 |
| ----- | ----- | ----- | ----- | ----- | ----- | ----- | -------- |
| 1997  | 阪神  | 7     | 5     | 0     | 0     | 0     | 1.000    |
| NPB   | NPB   | 7     | 5     | 0     | 0     | 0     | 1.000    |

- 各年度の太字はリーグ最高

### 表彰
MLB
- シルバースラッガー賞（外野手部門）：1回（1988年）

### 記録
MLB
- MLBオールスターゲーム選出：2回 （1988年、1989年）
- サイクル安打：1回（1988年9月14日、対ボルチモア・オリオールズ戦、フェンウェイ・パーク）

NPB
- 初出場・初先発出場：1997年5月3日、対広島東洋カープ3回戦（阪神甲子園球場）、5番・左翼手として先発出場
- 初安打・初打点：同上、3回裏に黒田博樹から中前適時打

### 背番号
- 39（1985年 - 1997年）